# Orgères (Ille-et-Vilaine)
Orgères (bretonisch: An Heizeg; Gallo: Orjèrr) ist eine französische Gemeinde mit 5.602 Einwohnern (Stand: 1. Januar 2022) im Département Ille-et-Vilaine in der Region Bretagne. Sie gehört zum Arrondissement Rennes und zum Kanton Janzé.
Die Einwohner werden Orgerois genannt.

## Geographie
Orgères ist eine banlieue im Süden von Rennes, etwa fünfzehn Kilometer südlich des Stadtzentrums.
Am Südwestrand der Gemeinde führt die Route nationale 137 von Rennes nach Nantes entlang.

### Nachbargemeinden
Umgeben ist Orgères von den Nachbargemeinden Saint-Erblon im Norden und Nordosten, Bourgbarré im Osten und Südosten, Chanteloup im Süden und Südosten, Laillé im Westen und Südwesten sowie Pont-Péan im Nordwesten.

## Bevölkerungsentwicklung
| 1962                       | 1968 | 1975 | 1982 | 1990 | 1999 | 2006 | 2012 |
| -------------------------- | ---- | ---- | ---- | ---- | ---- | ---- | ---- |
| 911                        | 1064 | 1708 | 2175 | 2537 | 2881 | 3514 | 4059 |
| Quellen: Cassini und INSEE |      |      |      |      |      |      |      |

## Sehenswürdigkeiten
- Kirche Saint-Martin
- Schloss Orgères
- zahlreiche historische Bauern- und Bürgerhäuser

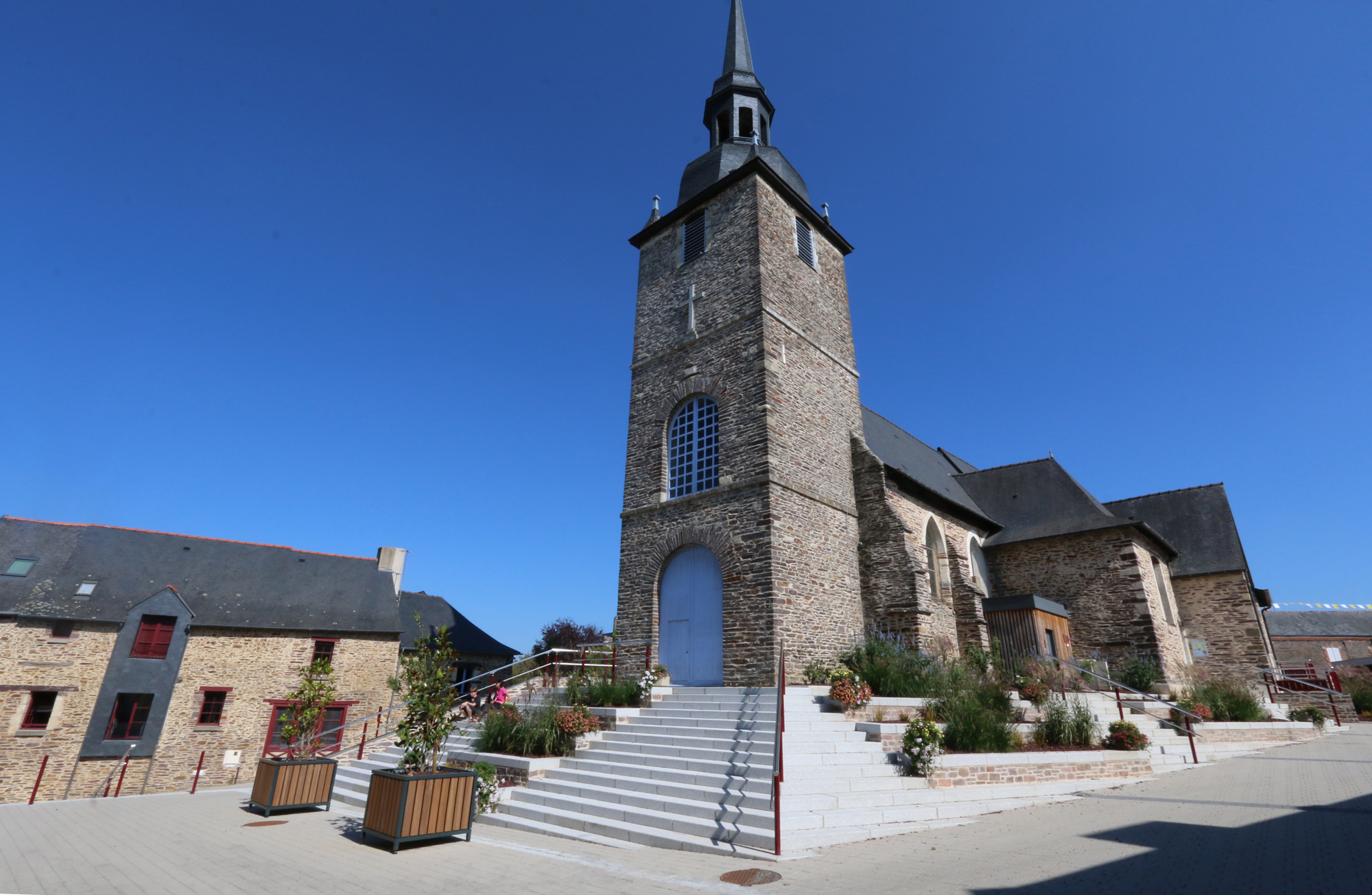
Kirche Saint-Martin